# Hermeuptychia sosybius
Hermeuptychia sosybius är en fjärilsart som beskrevs av Fabricius 1793. Hermeuptychia sosybius ingår i släktet Hermeuptychia och familjen praktfjärilar. Inga underarter finns listade i Catalogue of Life.

## Bildgalleri

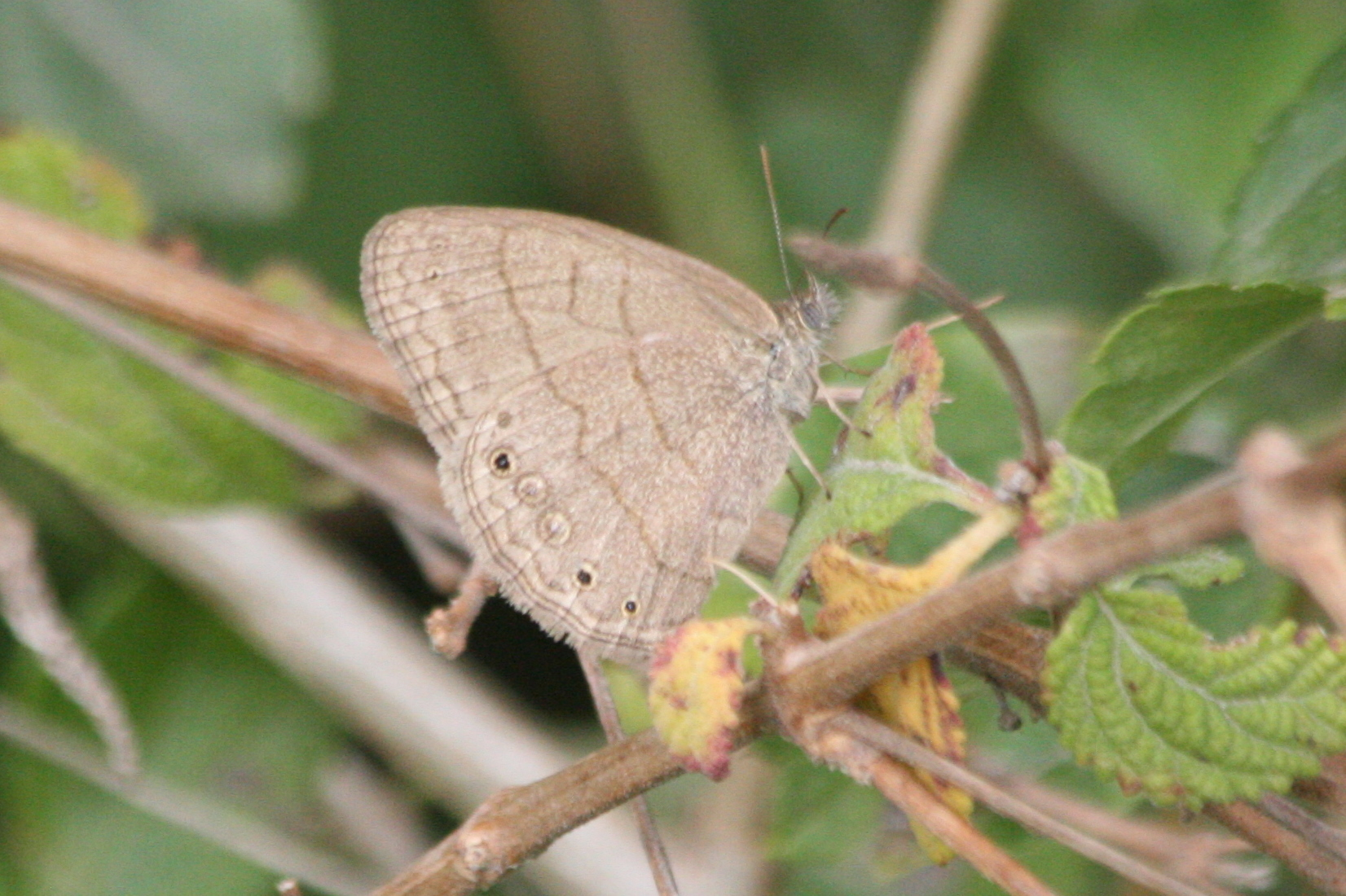
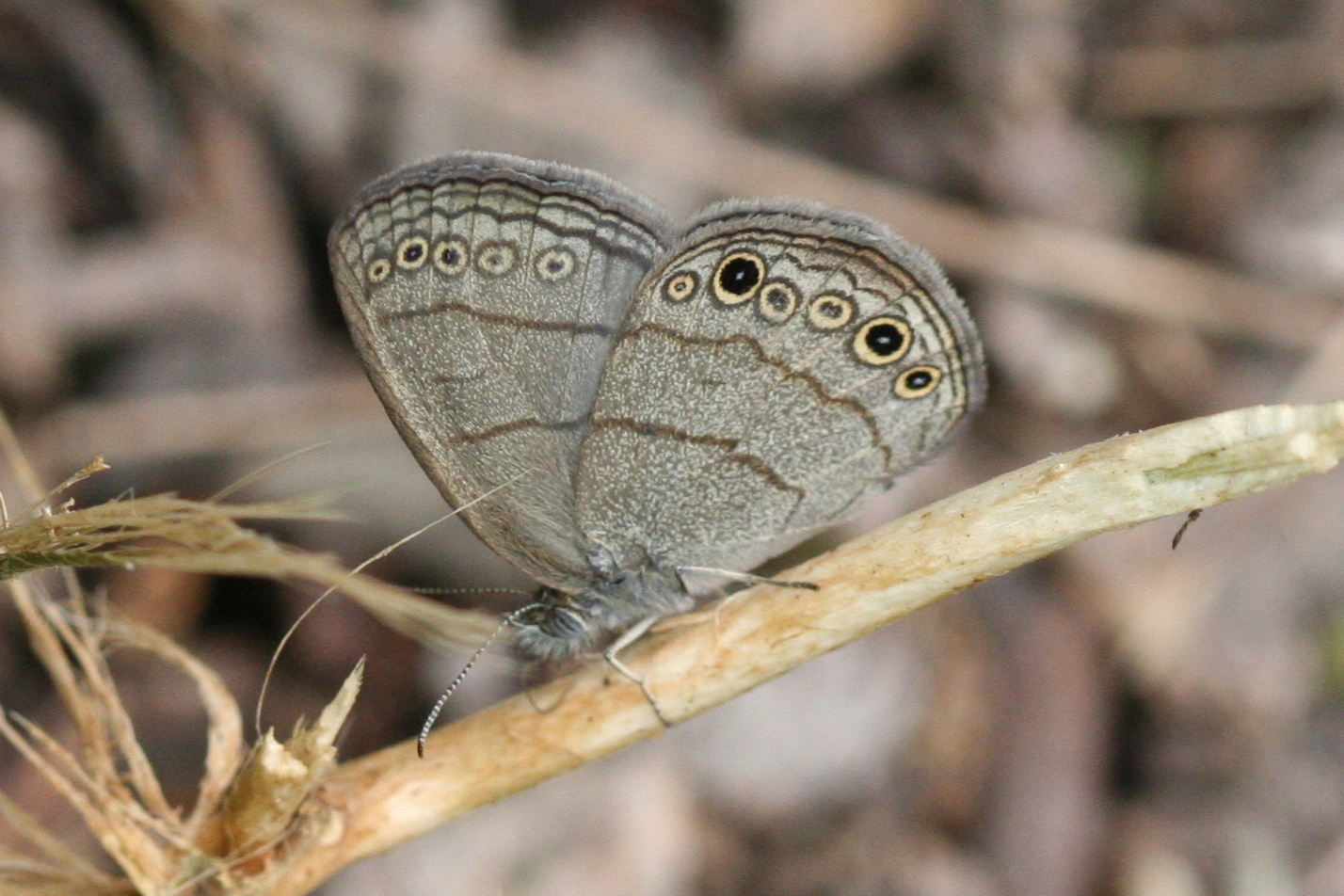
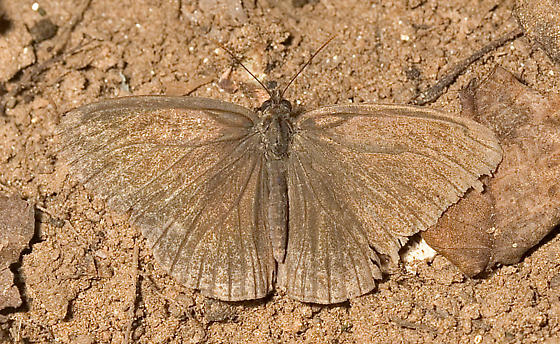
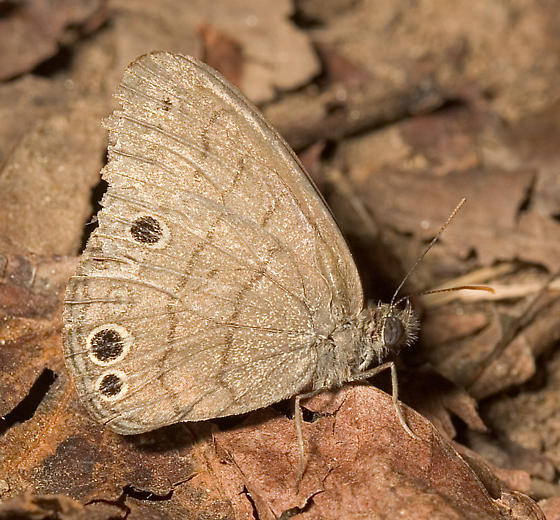
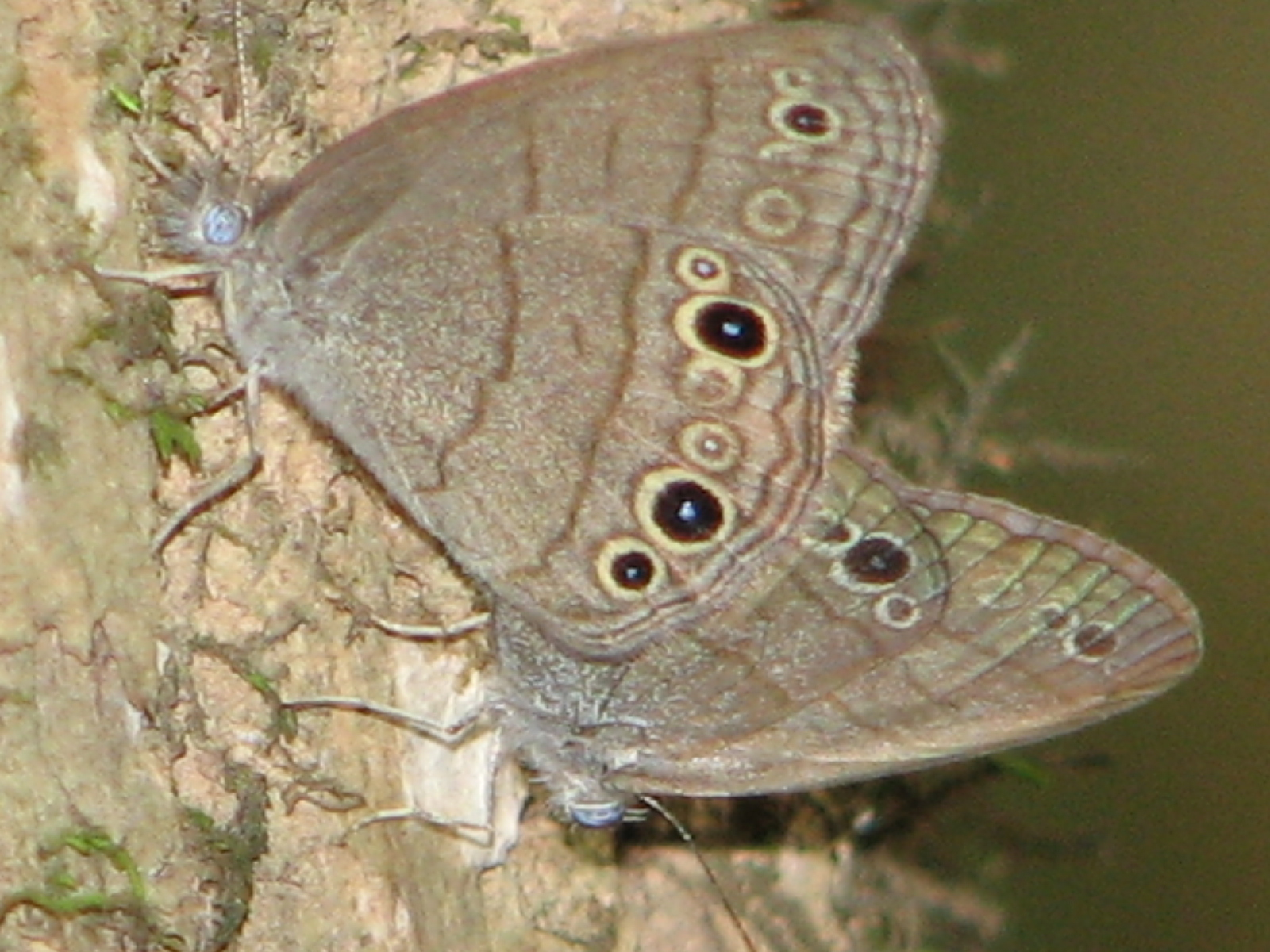